# Coll de la Descàrrega

El Coll de la Descàrrega, respecte del terme de Granera

El Coll de la Descàrrega és una collada situada a 648,5 m d'altitud situat a cavall dels termes municipals de Granera, al Moianès, i Sant Llorenç Savall, de la comarca del Vallès Occidental.
Està situat al sud-oest del poble de Granera i al nord-oest del de Sant Llorenç Savall. Hi neix el torrent de Font de Buc, que en davalla cap al nord, i el torrent del Galí, cap al sud, en terme de Sant Llorenç Savall.